# Sowjetarmee-Pokal 1973/74
Der Sowjetarmee-Pokal 1973/74 war die 34. Austragung des Pokalwettbewerbs im Fußball in Bulgarien. Pokalsieger wurde Titelverteidiger ZSKA Septemwrijsko sname Sofia. Das Team setzte sich im Finale gegen Lewski-Spartak Sofia durch. Durch den Sieg qualifizierte sich ZSKA für den Europapokal der Pokalsieger 1974/75.

## Modus
Die Saison wurde durchgehend im K.-o.-Modus durchgeführt. Die Begegnungen der 1. Runde wurden in einem Spiel ausgetragen. Bei unentschiedenem Ausgang gab es eine Verlängerung von zweimal 15 Minuten und gegebenenfalls ein Elfmeterschießen. Im Achtel- und Viertelfinale wurde der Sieger in Hin- und Rückspiel ermittelt. Bei Torgleichheit entschied zunächst die Anzahl der auswärts erzielten Tore, danach eine Verlängerung und falls erforderlich ein Elfmeterschießen.
ZSKA Septemwrijsko sname Sofia und Lewski-Spartak Sofia stiegen erst im Halbfinale ein, da die meisten ihrer Spieler von der bulgarischen Nationalmannschaft berufen wurde, die an der WM 1974 in Deutschland teilnahm. Zusätzlich gab es noch Spiele um die Plätze drei bis acht.

## Teilnehmer
| - Akademik Sofia - Angel Kantschew Trjawna - FC Bdin Widin - Benkowski Isperich - Benkowski Pasardschik - Dimitar Watew Beloslaw - DFS Beroe Stara Sagora - FC Botew Wraza - DFS Chaskowo | - DFS Christo Karpatschew Lowetsch - Dobrudscha Tolbuchin - FC Dunaw Russe - Etar Weliko Tarnowo - Jantra Gabrowo - Lewski-Spartak Sofia - DFS Lokomotive Plowdiw - Lokomotive Sofia - DFS Marek Stanke Dimitrow | - Minjor Pernik - Nikolaj Laskow Jambol - FC NSA Sofia - DFS Pirin Blagoewgrad - Rodopa Smoljan - Septemwrijska Slawa Michailowgrad - ZSK Slawia Sofia - DFS Sliwen | - DFS Spartak Plewen - ZSK Spartak Warna - Strumska Slawa Radomir - Swoboda Milkowiza - AFD Trakia Plowdiw - Tscherno More Warna - FC Tschernomorez Burgas - ZSKA Septemwrijsko sname Sofia |

## 1. Runde
|                                   | Ergebnis  |                           |
| --------------------------------- | --------- | ------------------------- |
| AFD Trakia Plowdiw                | 0:1       | DFS Sliwen                |
| DFS Lokomotive Plowdiw            | 2:1       | DFS Chaskowo              |
| ZSK Slawia Sofia                  | 1:0       | FC Bdin Widin             |
| Benkowski Pasardschik             | 4:1       | DFS Pirin Blagoewgrad     |
| ZSK Spartak Warna                 | 1:0       | Angel Kantschew Trjawna   |
| DFS Christo Karpatschew Lowetsch  | 0:2       | Jantra Gabrowo            |
| Septemwrijska Slawa Michailowgrad | 1:0       | DFS Spartak Plewen        |
| FC Tschernomorez Burgas           | 3:1       | Rodopa Smoljan            |
| DFS Beroe Stara Sagora            | 5:0       | Nikolaj Laskow Jambol     |
| FC Dunaw Russe                    | 5:0       | Dimitar Watew Beloslaw    |
| Etar Weliko Tarnowo               | 3:2       | Dobrudscha Tolbuchin      |
| Swoboda Milkowiza                 | 0:1       | FC Botew Wraza            |
| Minjor Pernik                     | 1:0       | DFS Marek Stanke Dimitrow |
| Benkowski Isperich                | 1:4       | Tscherno More Warna       |
| FC NSA Sofia                      | 0:1 n. V. | Lokomotive Sofia          |
| Akademik Sofia                    | 7:0       | Strumska Slawa Radomir    |

## Achtelfinale
|                                   | Gesamt    |                         | Hinspiel | Rückspiel |
| --------------------------------- | --------- | ----------------------- | -------- | --------- |
| Benkowski Pasardschik             | (a)3:3(a) | DFS Lokomotive Plowdiw  | 1:1      | 2:2       |
| Etar Weliko Tarnowo               | 3:1       | Lokomotive Sofia        | 3:1      | 0:0       |
| FC Botew Wraza                    | 2:4       | ZSK Spartak Warna       | 2:1      | 0:3       |
| Jantra Gabrowo                    | 2:6       | ZSK Slawia Sofia        | 2:3      | 0:3       |
| Akademik Sofia                    | 8:3       | DFS Sliwen              | 6:0      | 2:3       |
| FC Dunaw Russe                    | 3:1       | DFS Beroe Stara Sagora  | 2:1      | 1:0       |
| Septemwrijska Slawa Michailowgrad | 03:11     | FC Tschernomorez Burgas | 1:2      | 2:9       |
| Tscherno More Warna               | (a)5:5(a) | Minjor Pernik           | 4:3      | 1:2       |

## Viertelfinale
|                       | Gesamt    |                         | Hinspiel | Rückspiel |
| --------------------- | --------- | ----------------------- | -------- | --------- |
| ZSK Slawia Sofia      | 4:2       | FC Tschernomorez Burgas | 4:1      | 0:1       |
| FC Dunaw Russe        | 2:3       | Minjor Pernik           | 2:1      | 0:2       |
| Benkowski Pasardschik | (a)2:2(a) | Akademik Sofia          | 2:1      | 0:1       |
| Etar Weliko Tarnowo   | 2:1       | ZSK Spartak Warna       | 2:1      | 0:0       |

## Halbfinale

### Halbfinale 1
|                | Ergebnis  |                     |
| -------------- | --------- | ------------------- |
| Akademik Sofia | 1:0       | ZSK Slawia Sofia    |
| Minjor Pernik  | 3:1 n. V. | Etar Weliko Tarnowo |

### Halbfinale 2
Hier stiegen die beiden Klubs ZSKA und Lewski ein, die wegen der WM 1974 die meisten Nationalspieler abstellen mussten. Gegner waren die Sieger des 1. Halbfinals.
|                                | Ergebnis |                |
| ------------------------------ | -------- | -------------- |
| ZSKA Septemwrijsko sname Sofia | 1:0      | Akademik Sofia |
| Lewski-Spartak Sofia           | 2:1      | Minjor Pernik  |

## Platzierungsspiele

### Spiel um den Platz 7
|                         | Ergebnis              |                       |
| ----------------------- | --------------------- | --------------------- |
| FC Tschernomorez Burgas | 2:2 n. V. (4:1 i. E.) | Benkowski Pasardschik |

### Spiel um den Platz 5
|                     | Ergebnis |                  |
| ------------------- | -------- | ---------------- |
| Etar Weliko Tarnowo | 2:1      | ZSK Slawia Sofia |

### Spiel um den Platz 3
|                | Ergebnis |               |
| -------------- | -------- | ------------- |
| Akademik Sofia | 3:2      | Minjor Pernik |

## Finale
| Paarung                        | ZSKA Septemwrijsko sname Sofia – Lewski-Spartak Sofia |
| Ergebnis                       | 2:1 n. V. (1:1, 1:0) |
| Datum                          | 10. August 1974 |
| Stadion                        | Wassil-Lewski-Stadion, Sofia |
| Zuschauer                      | 40.000 |
| Schiedsrichter                 | Zwetan Stanew |
| Tore                           | 1:0 Dimitar Maraschliew (9.) 1:1 Georgi Zwetkow (65.) 2:1 Boschil Kolew (101.) |
| ZSKA Septemwrijsko sname Sofia | Jordan Filipow – Kiril Ljubomirow, Zonjo Wassilew, Boschil Kolew, Dimitar Penew – Kiril Stankow, Asparuch Nikodimow, Kework Tachmisjan – Stefan Michajlow (98. Petar Schekow), Jordan Christow (73. Zwetan Atanasow), Dimitar Maraschliew Cheftrainer: Nikola Kowatschew |
| Lewski-Spartak Sofia           | Stefan Stajkow – Milko Gajdarski, Dobromir Schetschew, Stefan Aladschow, Kiril Iwkow – Iwan Stojanow (114. Georgi Dobrew), Emil Spassow (114. Wassil Mitkow), Stefan Pawlow – Wojn Wojnow, Georgi Zwetkow, Pawel Panow Cheftrainer: Dimitar Dojtschinow                  |